# Estado mahdista

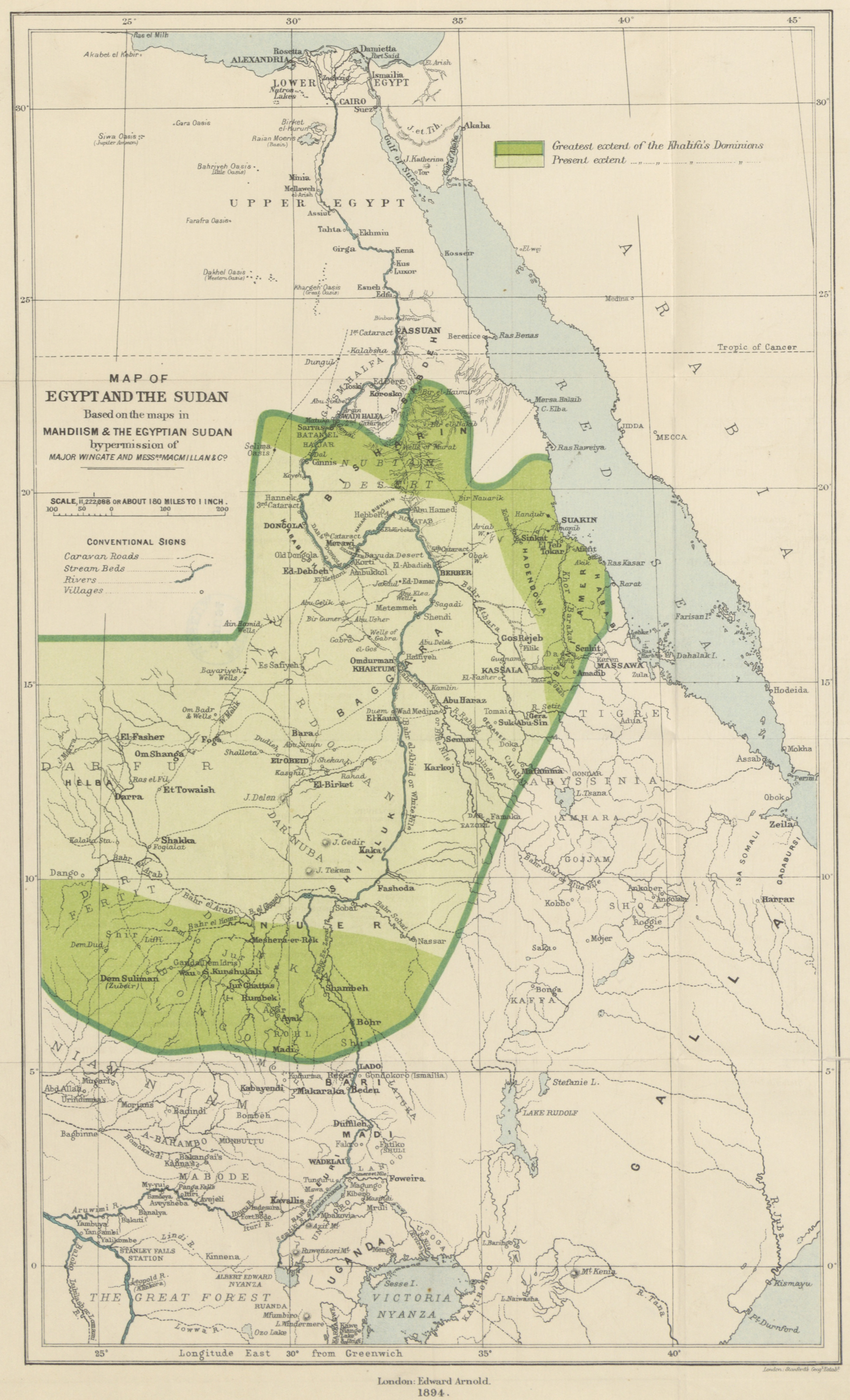
En verde claro: los territorios bajo el control del Estado mahdista en 1894; en verde oscuro: máximo control territorial del Estado mahdista

El Estado mahdista, también conocido como Sudán mahdista o la Mahdiya sudanesa, fue un movimiento religioso y político iniciado en 1881 por Muhammad Ahmad bin Abdullah (más tarde llamado Muhammad al-Mahdi) contra el Jedivato de Egipto, que había gobernado Sudán desde 1821. Después de cuatro años de lucha, los rebeldes mahdistas derrocaron la administración otomana-egipcia y establecieron su propio gobierno "islámico y nacional", con capital en Omdurmán. Por lo tanto, desde 1885 el gobierno mahdista mantuvo la soberanía y el control sobre los territorios sudaneses hasta que fue eliminado por las fuerzas anglo-egipcias en 1898.
Muhammad Ahmad bin Abdullah enroló al pueblo sudanés en lo que él llamó una yihad contra la administración con sede en Jartum, que estaba dominada por turcos y egipcios. Al inicio, el gobernador de Jartum no le dio importancia a la revolución del Mahdi; este último derrotó dos expediciones enviadas para capturarlo en el curso de un año. El poder del Mahdi se incrementó y su llamamiento se difundió a lo largo del Sudán, con sus seguidores siendo conocidos como los ansar. Durante el mismo período, estalló la revolución de al-Arabi en Egipto y los británicos ocuparon el país en 1882. Gran Bretaña nombró a Charles Gordon como Gobernador general de Sudán. Después de varios meses de su llegada a Jartum y varias batallas con los rebeldes mahdistas, estos últimos capturaron Jartum y Gordon fue muerto en su palacio. El Mahdi no vivió mucho después de esta victoria y su sucesor, Abdallahi ibn Muhammad, consolidó el nuevo estado con sistemas administrativos y judiciales basados en la ley islámica.
La economía del Sudán fue destruida durante la guerra mahdista, con la guerra y la hambruna reduciendo la población a la mitad. Los británicos reconquistaron el Sudán en 1898, después gobernándolo en teoría como un condominio con Egipto, pero en la práctica como una colonia.

## Trasfondo
Los desarrollos en Sudán a fines del siglo XIX estuvieron muy influenciados por la posición de los británicos en Egipto. En 1869 se abrió el canal de Suez y rápidamente se convirtió en la vital ruta comercial de Inglaterra hacia la India y el Lejano Oriente. Para defender esta via marítima, Inglaterra buscó tener un mayor papel en los asuntos internos de Egipto. En 1873, el gobierno británico apoyó un programa económico en el cual una comisión anglo-francesa de deuda externa se encargaría de la administración tributaria y financiera de Egipto. Esta comisión finalmente forzó al jedive Ismail a abdicar en favor de su hijo más políticamente aceptable, Tewfik (1877-1892).
Después de la abdicación de Ismail en 1877, quien lo había nombrado en el cargo, Charles George Gordon renunció como gobernador general del Sudán en 1880. Sus sucesores no recibieron instrucciones desde El Cairo y temían la agitación política que se había esparcido en Egipto. En consecuencia, no continuaron aplicando las políticas iniciadas por Gordon. La ilegal trata de esclavos revivió, aunque no lo suficiente para satisfacer a los tratantes que Gordon había llevado a la quiebra. El Ejército sudanés padecía una falta de pertrechos, mientras que los exsoldados de unidades disueltas provocaban disturbios en las ciudades. Los recaudadores de impuestos aumentaban arbitrariamente los impuestos.

## Muhammad Ahmad

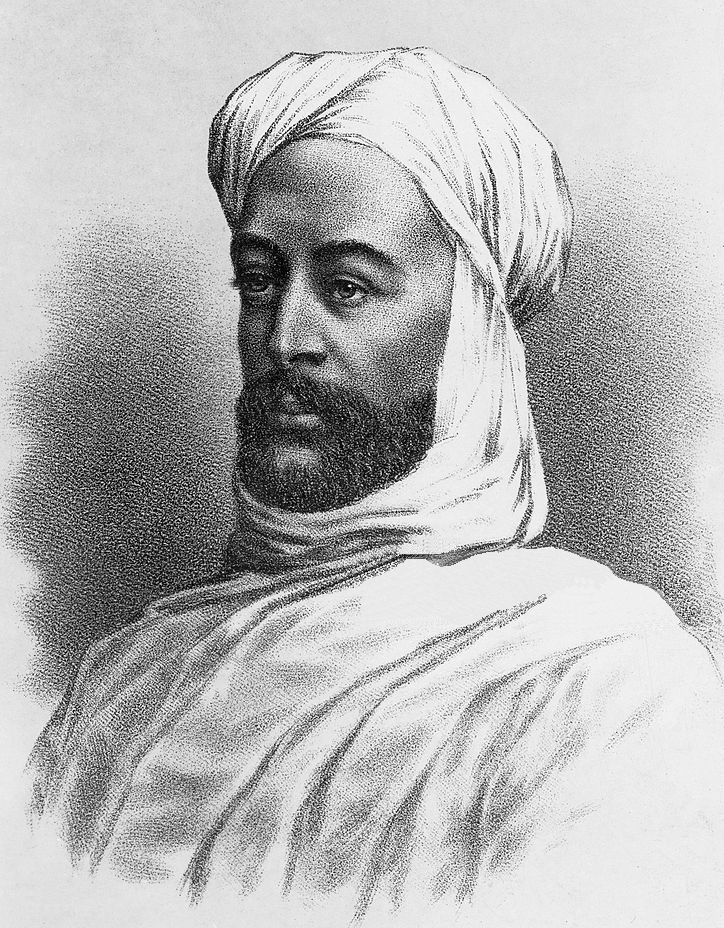
Muhammad Ahmad al-Mahdi.

En este conflictivo ambiente surgió Muhammad Ahmad ibn as Sayyid Abd Allah, un faquir o santón, que combinaba su carisma con fanatismo religioso y estaba determinado a expulsar a los turcos y restaurar la pureza primitiva del Islam. Hijo de un constructor de botes de Dongola, Muhammad Ahmad fue discípulo de Muhammad ash Sharif, líder de la orden Sammaniyah. Más tarde, como jeque de la orden, Muhammad Ahmad pasó varios años como ermitaño y se ganó una reputación de místico y maestro. En 1880 se convirtió en un Sammaniyah.

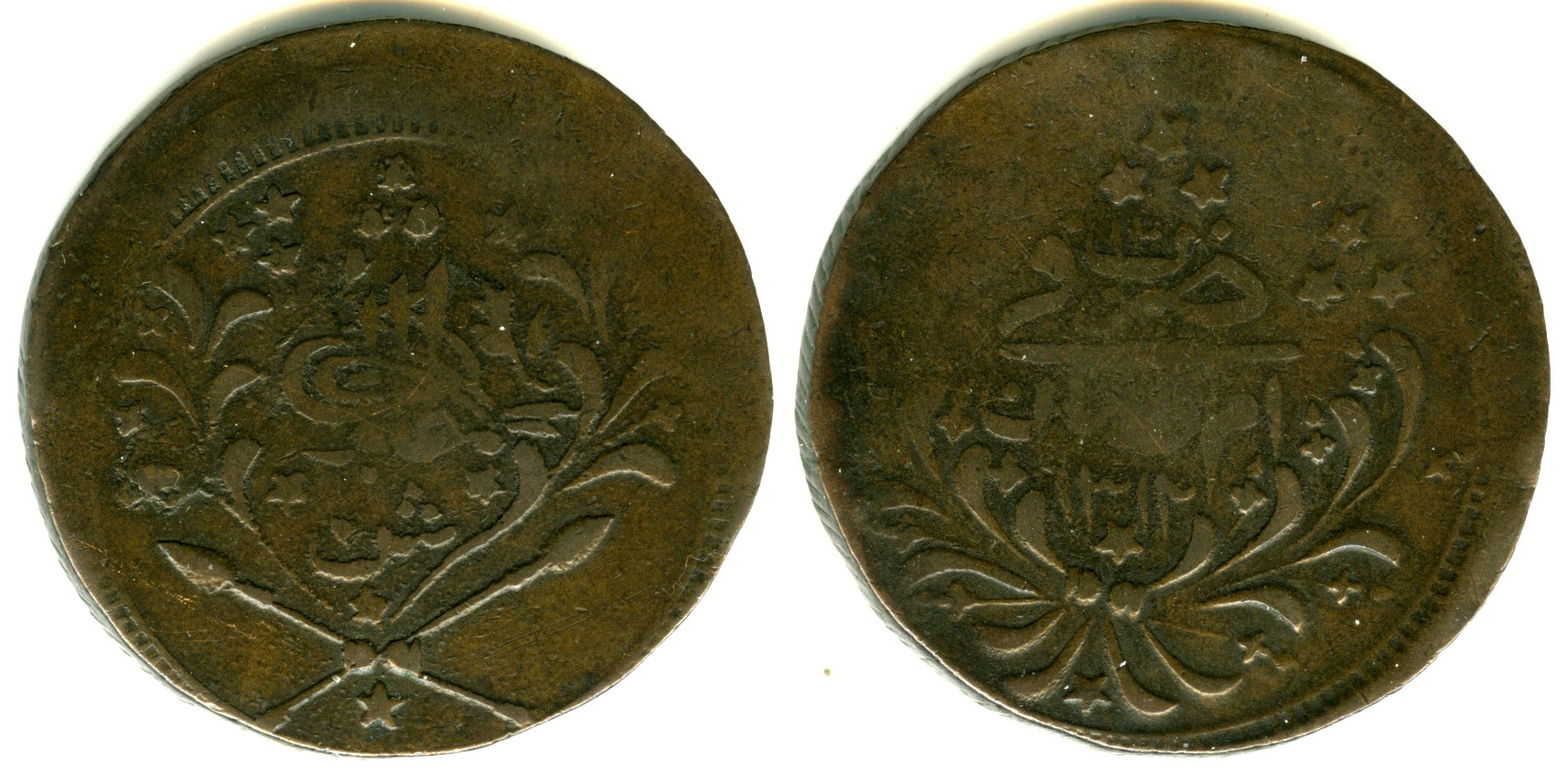
Moneda de 20 qurush, acuñada durante el reinado de Abdallahi ibn Muhammad.

En 1881, Muhammad Ahmad se autoproclamó como el Mahdi, el prometido redentor del mundo islámico. Algunos de sus seguidores más fieles lo consideraban directamente inspirado por Alá. Él deseaba que los musulmanes retomen el Corán y los hadith como las fuentes fundamentales del Islam, para crear una sociedad justa. Relacionado específicamente al Sudán, él afimaba que su pobreza era una virtud y denunciaba la riqueza y el lujo mundanos. Para Muhammad Ahmad, Egipto era un ejemplo de como la riqueza conduce a un comportamiento impío.
Incluso después que el Mahdi declarase una yihad o guerra santa contra los turcos, Jartum simplemente lo consideró un fanático religioso. El gobierno egipcio le prestó más atención cuando su fanatismo religioso lo llevó a denunciar a los recaudadores de impuestos. Para evitar ser arrestado, el Mahdi y un grupo de sus seguidores, los ansar, realizaron una larga marcha a Kordofán, donde obtuvo un gran número de reclutas, especialmente de entre los baggara. Desde un refugio en el área, escribió llamados a los jeques de las órdenes religiosas y obtuvo apoyo o garantías de neutralidad de todos, excepto de los Khatmiyya pro-egipcios. Los mercaderes y tribus árabes que habían dependido de la trata de esclavos también se aliaron con él, junto a los hadendoa beja, que llegaron al Mahdi a través del capitán ansar Osman Digna.

## Los primeros ataques
A inicios de 1882, los ansar, armados con lanzas y espadas, derrotaron a una fuerza de 7.000 soldados egipcios bajo mando británico cerca de El Obeid y capturaron sus fusiles, cañones de campaña y municiones. Después de esta victoria, el Mahdi sitió El Obeid y lo hizo rendirse por hambre después de cuatro meses. Los ansar, con 30.000 hombres, derrotaron una fuerza egipcia de 8.000 hombres en Shaykan. Después el Mahdi capturó Darfur y encarceló a Rudolf Carl von Slatin, un austriaco al servicio del jedive, que más tarde fue el primer gobernador de la Provincia de Darfur nombrado por Egipto.
El avance de los ansar y la rebelión hadendoa en el este pusieron en peligro las comunicaciones con Egipto y amenazaban con aislar las guarniciones de Jartum, Kassala, Sennar y Suakin en el sur. Para evitar involucrarse en una costosa intervención militar, el gobierno británico ordenó la retirada de las tropas egipcias del Sudán. Gordon, que había sido nuevamente nombrado gobernador general, se encargó de supervisar la evacuación de las tropas y oficiales egipcios, así como de todos los extranjeros del Sudán.

## La respuesta británica

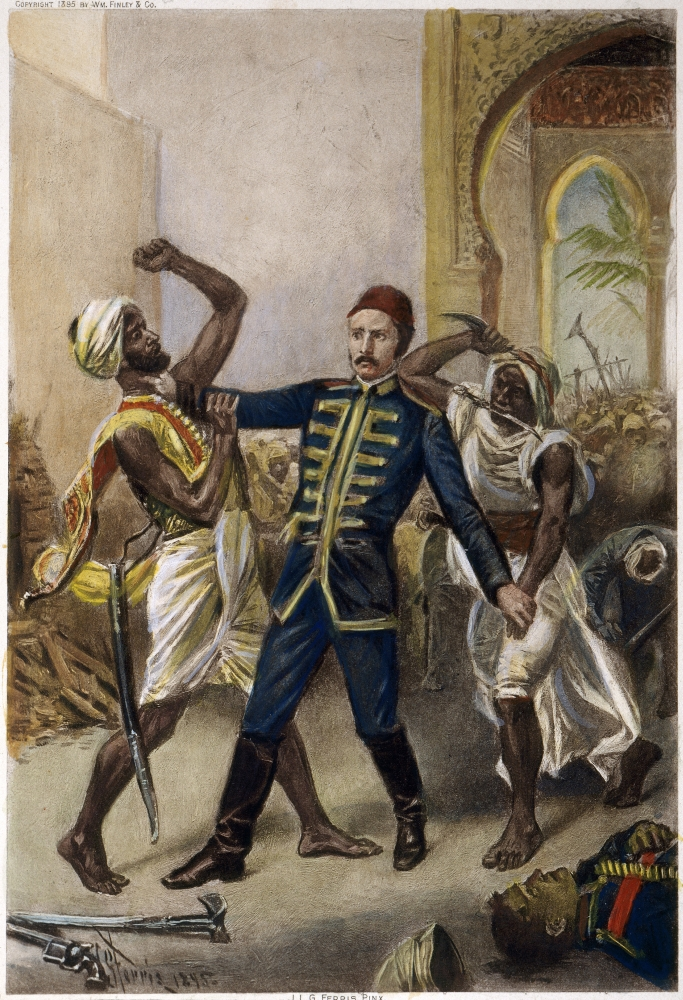
"Muerte del General Gordon en Jartum", por Jean Leon Gerome Ferris.

Después de arribar a Jartum en febrero de 1884, Gordon pronto se dio cuenta de que no podía evacuar las guarniciones. En consecuencia, solicitó refuerzos desde Egipto para liberar Jartum. Gordon también recomendó que Zubayr, un viejo enemigo al que reconocía como un excelente líder militar, sea nombrado como su sucesor para ofrecerles a los decepcionados sudaneses otro líder que no fuese el Mahdi. Londres rechazó este plan. Como la situación se iba deteriorando, Gordon argumentó que Sudán era esencial para la seguridad de Egipto y que permitirles una victoria a los ansar haría que el movimiento se extienda por doquier.
El creciente apoyo del pueblo británico a Gordon finalmente forzó al Primer Ministro William Gladstone a movilizar una fuerza de auxilio al mando de Lord Garnet Joseph Wolseley. Una columna volante enviada por tierra desde Wadi Halfa a través del desierto de Bayuda se empantanó en Abu Tulayh (usualmente llamado Abu Klea), donde los hadendoa rompieron la línea británica. Una unidad que avanzó por el Nilo  cuando la columna alcanzó Al Matammah, llegó a Jartum el 28 de enero de 1885, para hallar que la ciudad había caído dos días antes. Los ansar esperaron que la crecida del Nilo baje antes de atacar con botes las escasamente defendidas riberas de Jartum, masacrando la guarnición, matando a Gordon y enviando su cabeza a la tienda del Mahdi. Kassala y Sennar cayeron poco después, y para fines de 1885, los ansar empezaron a moverse hacia el sur. En todo el Sudán. solamente Suakin, reforzado por tropas del Ejército Indio Británico, y Wadi Halfa en la frontera norte quedaron en manos anglo-egipcias.

## La Mahdiya

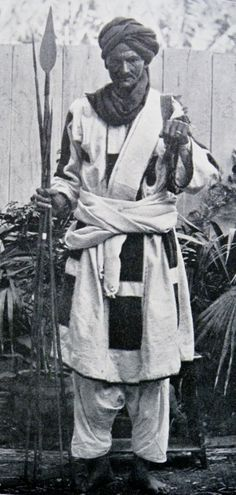
Un derviche mahdista (1899).

La Mahdiya (régimen mahdista) impuso las tradicionales leyes islámicas. El nuevo gobernante del Sudán también autorizó la quema de listas de linajes y libros de leyes y teología por su asociación con el antiguo régimen, y porque él creía que lo antiguo acentuaba el tribalismo a expensas de la unidad religiosa.
La Mahdiya fue conocida como el primer gobierno sudanés genuinamente nacionalista. El Mahdi sostenía que su movimiento no era una orden religiosa que podía ser aceptada o rechazada a voluntad, sino que era un régimen universal, que retaba al hombre a unirsele o ser destruido. El Mahdi modificó los cinco pilares del Islam para sostener el dogma de que la lealtad hacia él era esencial para la verdadera fe. El Mahdi también añadió la declaración "y Muhammad Ahmad es el Mahdi de Alá y el representante de Su Profeta" a la recitación de la Shahada, el credo musulmán. Además, el servir en la yihad reemplazaba al hach, el peregrinaje a La Meca que es deber de todo musulmán. El azaque (limosna) se convirtió en un impuesto pagado al estado. El Mahdi justificó estas y otras innovaciones y reformas como respuestas a las instrucciones que Alá le enviaba en visiones.
El régimen mahdista también fue conocido por su severa persecución a los cristianos en Sudán, inclusive a los coptos.

## El Califa
Seis meses después de la captura de Jartum, el Mahdi murió de tifus el 22 de junio de 1885. La tarea de estabilizar y mantener un gobierno recayó en sus lugartenientes - tres califas elegidos por el Mahdi, emulando al Profeta Mahoma. La rivalidad entre los tres, cada uno apoyado por personas de su región de origen, continuó hasta 1891, cuando Abdallahi ibn Muhammad, principalmente apoyado por los árabes baggara, superó la oposición de los otros y emergió como el líder incontestable de la Mahdiya. Abdallahi, llamado El Califa (sucesor), purgó la Mahdiya de los parientes del Mahdi y muchos de sus primeros discípulos religiosos.
Originalmente, la Mahdiya funcionó como un estado yihadista, administrado como un cuartel militar. Las cortes Sharia aplicaban la ley islámica y los preceptos del Mahdi, que tenían poder legal. Después de consolidar su poder, El Califa instituyó una administración y nombró a los ansar (quienes usualmente eran baggara) como emires de cada provincia. El Califa también gobernaba la rica Al Jezirah. A pesar de que no logró restaurar el bienestar comercial de la región, El Califa organizó talleres para fabricar municiones y dar mantenimiento a barcos de vapor fluviales.
Las relaciones regionales continuaron siendo tensas durante la mayor parte del período de la Mahdiya, principalmente porque El Califa estaba comprometido a emplear la yihad para difundir su versión del Islam a través del mundo. Por ejemplo, El Califa rechazó una oferta de una alianza contra los europeos por parte del Emperador Yohannes IV de Etiopía (1871-1889). En 1887, un ejército ansar de 60.000 hombres invadió Etiopía, penetrando tan lejos como Gondar y capturando prisioneros y botín. El Califa rehusó firmar la paz con Etiopía. En marzo de 1889, una fuerza etíope al mando del Emperador marchó sobre Metemma; sin embargo, después de la muerte de Yohannes en la batalla de Gallabat, los etíopes se retiraron. Abd ar Rahman an Nujumi, el mejor general de El Califa, invadió Egipto en 1889. Pero las tropas egipcias bajo mando británico derrotaron a los ansar en Tushkah. El fracaso de la invasión a Egipto puso fin al mito de la invencibilidad de los ansar. Los belgas evitaron que los hombres del Mahdi conquisten Ecuatoria y en 1893, los italianos repelieron un ataque ansar en Akordat (Eritrea Italiana) y forzaron a los ansar a retirarse de Etiopía.

## Reconquista del Sudán
En 1892, Herbert Kitchener (más tarde Lord Kitchener) fue nombrado sirdar, o comandante del Ejército egipcio y empezó los preparativos para la reconquista del Sudán. Los británicos pensaban que era necesario ocupar Sudán, en parte debido a los desarrollos políticos internacionales. A inicios de la década de 1890, los reclamos territoriales británicos, franceses y belgas convergieron en el área de la cabecera del Nilo. Inglaterra temía que las otras potencias coloniales tomasen ventaja de la inestabilidad del Sudán para obtener el territorio previamente anexado a Egipto. Aparte de estas consideraciones políticas, Inglaterra deseaba establecer su control sobre el Nilo a fin de asegurar la construcción de una represa para irrigación en Asuán.
En 1895, el gobierno británico autorizó a Kitchener iniciar una campaña para reconquistar Sudán. Inglaterra proveyó hombres y pertrechos, mientras que Egipto financió la expedición. La Fuerza expedicionaria anglo-egipcia del Nilo estaba conformada por 25.800 hombres, de los cuales 8.600 eran británicos. El resto eran tropas pertenecientes a unidades egipcias, que incluían seis batallones reclutados en el sur de Sudán. Una flotilla de cañoneros fluviales escoltaba a la fuerza, ofreciendo también apoyo artillero. Preparándose para el ataque, los británicos establecieron un Cuartel General en la antigua estación de tren de Wadi Halfa, así como extendieron y reforzaron las defensas alrededor de Suakin. En marzo de 1896, se dio inicio a la campaña con la expedición a Dongola. A pesar de tomarse el tiempo de reconstruir el antiguo ferrocarril de 3 pies 6 pulgadas (1,067 mm) levantado por Ismail Pachá en la ribera oriental del Nilo y que iba hacia el sur, Kitchener capturó la antigua capital de Nubia en septiembre. El año siguiente, los británicos construyeron un nuevo ferrocarril directamente a través del desierto, que iba desde Wadi Halfa hasta Abu Hamad, que fue capturado el 7 de agosto de 1897 después de la batalla de Abu Hamad. El ferrocarril con ancho del Cabo, adoptado apresuradamente a fin de poder emplear el material rodante disponible, significó que los pertrechos transportados con el ferrocarril egipcio debían ser transbordados en ferribote desde Asiut a Wadi Halfa. El ferrocarril sudanés todavía conserva este ancho de vía incompatible. Las unidades anglo-egipcias lucharon encarnizadamente en Abu Hamad, pero no hubo otra resistencia importante hasta que Kitchener llegó a Atbara y derrotó a los ansar. Después de este enfrentamiento, los soldados de Kitchener marcharon y navegaron hacia Omdurmán, donde El Califa dio su último combate.
El 2 de septiembre de 1898, El Califa lanzó su ejército de 52.000 hombres en un asalto frontal contra la fuerza anglo-egipcia, que estaba concentrada en la llanura de las afueras de Omdurmán. El resultado nunca estuvo en duda, principalmente a causa de la superior potencia de fuego de los británicos. Durante las cinco horas que duró la batalla, murieron unos 11.000 mahdistas, mientras que las bajas anglo-egipcias se limitaron a 48 muertos y menos de 400 heridos.
Los operaciones de limpieza tomaron varios años, pero la resistencia organizada cesó cuando El Califa, que había escapado a Kordofán, murió luchando en Umm Diwaykarat en noviembre de 1899. Muchas regiones saludaron la caída de este régimen. La economía del Sudán había sido destruida durante su reinado y la población se había reducido aproximadamente a la mitad debido a la hambruna, las epidemias, la persecución y la guerra. Murieron millones de personas desde la fundación del Estado mahdista hasta su caída. Además, ninguna de las instituciones tradicionales del país o las alianzas quedaron intactas. Las tribus quedaron divididas en sus actitudes hacia el mahdismo, las hermandades religiosas se debilitaron y los líderes religiosos ortodoxos desaparecieron.